# Retynakulum chrząszczy
Retynakulum, retinakulum, wyrostek przytrzymujący (łac. retinaculum, l. mn. retinacula) – zesklerotyzowana, ząbkopodobna struktura obecna na żuwaczkach larw niektórych chrząszczy. Stanowi wyrostek na wewnętrznej powierzchni żuwaczki, położony blisko jej nasady. Od innych ząbków, stanowiących jedynie przedłużenia krawędzi tnącej, odróżnia się ono obecnością jamy wewnętrznej.
U larw biegaczowatych jest zwykle zakrzywione i niepodzielone. Jego wierzchołek lub wklęsła część brzegu  może być guzkowana, ząbkowana lub blankowana. Niekiedy wyposażone jest w duży guzek lub tępy ząb, jak u niektórych opończaków i tęczników. U owalników jest głęboko podzielone.
Wśród kałużnicokształtnych silnie rozwinięte, dwuzębne retinaculum występuje u larw z rodzajów Helophorus, Georissus, Epimetopus i wielu kałużnicowatych, natomiast drobne obecne jest u larw Hydraenidae i Spercheidae.
Niewielkie retynakulum występuje u larw jak i dorosłych Aspidytidae oraz larw Eucnemidae. U larw Drilastrer z podrodziny Ototretinae struktura ta ma postać szerokiej półki ciągnącej się od nasady do około połowy długości żuwaczki.